# جارد وليامز
جارد وليامز (بالإنجليزية: Jared Williams)‏ هو سياسي أمريكي، ولد في 4 مارس 1766 في مقاطعة مونتغومري في الولايات المتحدة، وتوفي في 2 يناير 1831. حزبياً، نشط في الحزب الجمهوري الديمقراطي. وقد انتخب عضو مجلس نواب الولايات المتحدة عن ولاية فرجينيا وانتخب عضو مجلس النواب الأمريكي.